# گلن ریون (کارولینای شمالی)
گلن ریون (به انگلیسی: Glen Raven) شهری در ایالت کارولینای شمالی کشور ایالات متحده آمریکا است که جمعیت آن در سرشماری سال ۲۰۱۰ میلادی، ۲٬۷۵۰ نفر بوده‌است.